# Stick-in-the-Mud Island
Stick-in-the-Mud Island – niewielka wyspa w archipelagu Falklandów. Jej powierzchnia wynosi 4 ha. Leży na północ od Governor Island.
Stick-in-the-Mud jest miejscem rozrodu uchatki patagońskiej. Co roku na wyspie rodzi się około 100 młodych.